# Kanton La Tour-du-Pin
Der Kanton La Tour-du-Pin ist seit 1790 ein französischer Wahlkreis im Arrondissement La Tour-du-Pin, im Département Isère und in der Region Auvergne-Rhône-Alpes. Hauptort ist La Tour-du-Pin.

## Gemeinden
Der Kanton besteht aus 17 Gemeinden mit insgesamt 37.950 Einwohnern (Stand: 2022) auf einer Gesamtfläche von 158,96 km²: 
| Gemeinde                | Einwohner 1. Januar 2022 | Fläche km² | Dichte Einw./km² | Code INSEE | Postleitzahl |
| ----------------------- | ------------------------ | ---------- | ---------------- | ---------- | ------------ |
| Cessieu                 | 3.257                    | 14,35      | 227              | 38064      | 38110        |
| Dolomieu                | 3.188                    | 13,32      | 239              | 38148      | 38110        |
| Faverges-de-la-Tour     | 1.482                    | 7,67       | 193              | 38162      | 38110        |
| La Bâtie-Montgascon     | 2.025                    | 8,43       | 240              | 38029      | 38110        |
| La Chapelle-de-la-Tour  | 1.936                    | 9,04       | 214              | 38076      | 38110        |
| La Tour-du-Pin          | 8.123                    | 4,77       | 1.703            | 38509      | 38110        |
| Le Passage              | 972                      | 6,68       | 146              | 38296      | 38490        |
| Montagnieu              | 1.171                    | 8,83       | 133              | 38246      | 38110        |
| Montcarra               | 606                      | 4,90       | 124              | 38250      | 38890        |
| Rochetoirin             | 1.102                    | 10,62      | 104              | 38341      | 38110        |
| Saint-André-le-Gaz      | 2.726                    | 8,89       | 307              | 38357      | 38490        |
| Saint-Clair-de-la-Tour  | 3.526                    | 9,24       | 382              | 38377      | 38110        |
| Saint-Didier-de-la-Tour | 2.125                    | 14,63      | 145              | 38381      | 38110        |
| Saint-Jean-de-Soudain   | 1.698                    | 7,48       | 227              | 38401      | 38110        |
| Saint-Victor-de-Cessieu | 2.170                    | 12,22      | 178              | 38464      | 38110        |
| Sainte-Blandine         | 1.020                    | 9,21       | 111              | 38369      | 38110        |
| Torchefelon             | 823                      | 8,68       | 95               | 38508      | 38690        |
| Kanton La Tour-du-Pin   | 37.950                   | 158,96     | 239              | 3824       | –            |

Bis zur Neuordnung bestand der Kanton La Tour-du-Pin aus den 15 Gemeinden Cessieu, La Chapelle-de-la-Tour, Dolomieu, Faverges-de-la-Tour, Montagnieu, Montcarra, Rochetoirin, Sainte-Blandine, Saint-Clair-de-la-Tour, Saint-Didier-de-la-Tour, Saint-Jean-de-Soudain, Saint-Victor-de-Cessieu, Torchefelon, La Tour-du-Pin und Vignieu.